# Roslavl'
Roslavl' (anche traslitterata come Roslavl) è una cittadina della Russia europea sudoccidentale, nell'oblast' di Smolensk, nodo ferroviario e centro commerciale per la regione circostante.
La cittadina è il centro amministrativo dell'omonimo distretto.
In passato era nota come Rostislavl'.